# Serie B 2021-2022 (calcio a 5)
La Serie B 2021-2022 è stata la 32ª edizione del campionato nazionale di calcio a 5 di terzo livello. La stagione regolare è iniziata il 9 ottobre 2021 e si è conclusa tra il 7 e il 14 maggio 2022, prolungandosi fino al 5 giugno con la disputa dei play-off.

## Regolamento
Non cambia il formato rispetto all'anno precedente: le squadre saranno divise in 8 gironi, uno da 11, tre da 12 e quattro da 13 squadre. Verranno promosse nove squadre, le 8 vincitrici dei gironi e la vincitrice dei play-off a cui partecipano le squadre classificate tra il secondo e il quinto posto di ogni girone. Il numero di retrocessioni è fissato a diciotto, le ultime due classificate di ogni girone e le due perdenti i play-out a cui partecipano le terzultime di ogni girone. Nelle gare ufficiali è fatto obbligo di inserire in distinta giocatori che abbiano compiuto il 15º anno di età, di cui almeno il 60% di essi deve essere formato in Italia.

### Criteri in caso di arrivo a pari punti
In caso di parità di punteggio fra due o più squadre al termine di un campionato, si procede alla compilazione:
- a) dei punti conseguiti negli incontri diretti;
- b) a parità di punti, della differenza tra le reti segnate e quelle subite negli stessi incontri;
- c) della differenza fra reti segnate e subite negli incontri diretti fra le squadre interessate;
- d) della differenza fra reti segnate e subite al termine della Stagione Regolare;
- e) del maggior numero di reti segnate al termine della Stagione Regolare;
- f) del minor numero di reti subite al termine della Stagione Regolare;
- g) del maggior numero di vittorie realizzate al termine della Stagione Regolare;
- h) del minor numero di sconfitte subite al termine della Stagione Regolare;
- i) del maggior numero di vittorie esterne al termine della Stagione Regolare;
- j) del minor numero di sconfitte interne al termine della Stagione Regolare;
- k) del sorteggio.

## Girone A

### Classifica
|  | Pos. | Squadra               | Pt | G  | V  | N | P  | GF  | GS  | DR  |
|  | ---- | --------------------- | -- | -- | -- | - | -- | --- | --- | --- |
|  | 1.   | Domus Bresso          | 54 | 24 | 18 | 0 | 6  | 101 | 57  | +44 |
|  | 2.   | Asti Orange           | 53 | 24 | 17 | 2 | 5  | 101 | 50  | +51 |
|  | 3.   | MGM 2000              | 50 | 24 | 16 | 2 | 6  | 125 | 92  | +33 |
|  | 4.   | Avis Isola            | 42 | 24 | 13 | 3 | 8  | 103 | 64  | +39 |
|  | 5.   | Cagliari              | 37 | 24 | 12 | 1 | 11 | 91  | 103 | -13 |
|  | 6.   | Videoton Crema        | 33 | 24 | 9  | 6 | 9  | 97  | 88  | +8  |
|  | 7.   | Fucsia Nizza          | 33 | 24 | 9  | 6 | 9  | 73  | 78  | -5  |
|  | 8.   | Leon                  | 32 | 24 | 10 | 2 | 12 | 79  | 79  | 0   |
|  | 9.   | Jasnagora             | 31 | 24 | 9  | 4 | 11 | 84  | 92  | -8  |
|  | 10.  | C'è Chi Ciak          | 30 | 24 | 9  | 3 | 12 | 93  | 118 | -25 |
|  | 11.  | Mediterranea Cagliari | 29 | 24 | 8  | 5 | 11 | 66  | 88  | -22 |
|  | 12.  | Val D'Lans            | 17 | 24 | 6  | 0 | 18 | 73  | 108 | -35 |
|  | 13.  | Bergamo               | 8  | 24 | 2  | 2 | 20 | 50  | 118 | -68 |

### Verdetti[7]
- Domus Bresso promossa in Serie A2 2022-23.
- Bergamo e Val D'Lans retrocessi rispettivamente nelle Serie C1 di Lombardia e Piemonte.
- Leon e Mediterranea Cagliari non iscritti al campionato di Serie B 2022-23. Asti Orange ripescato in Serie A2 2022-23.

## Girone B

### Classifica
|  | Pos. | Squadra               | Pt | G  | V  | N | P  | GF  | GS  | DR   |
|  | ---- | --------------------- | -- | -- | -- | - | -- | --- | --- | ---- |
|  | 1.   | Cesena                | 59 | 22 | 19 | 2 | 1  | 132 | 25  | +107 |
|  | 2.   | Pro Patria San Felice | 56 | 22 | 18 | 2 | 2  | 145 | 64  | +81  |
|  | 3.   | OR Reggio Emilia      | 55 | 22 | 18 | 1 | 3  | 132 | 49  | +83  |
|  | 4.   | Olympia Rovereto      | 40 | 22 | 13 | 1 | 8  | 89  | 71  | +18  |
|  | 5.   | Russi                 | 37 | 22 | 12 | 1 | 9  | 92  | 86  | +6   |
|  | 6.   | Fossolo 76            | 36 | 22 | 11 | 3 | 8  | 98  | 86  | +12  |
|  | 7.   | Sant'Agata            | 30 | 22 | 9  | 3 | 10 | 97  | 107 | -10  |
|  | 8.   | Aposa                 | 27 | 22 | 8  | 3 | 11 | 72  | 78  | -6   |
|  | 9.   | Dozzese               | 20 | 22 | 6  | 2 | 14 | 56  | 90  | -34  |
|  | 10.  | Sassuolo              | 12 | 22 | 4  | 0 | 18 | 70  | 162 | -92  |
|  | 11.  | Athletic Chiavari     | 8  | 22 | 2  | 2 | 18 | 76  | 131 | -55  |
|  | 12.  | Lavagna               | 5  | 22 | 2  | 0 | 20 | 50  | 160 | -110 |

### Verdetti[7]
- Cesena promosso in Serie A2 2022-23.
- Lavagna e Athletic Chiavari retrocessi nella Serie C1 della Liguria e, dopo i play-out, Sassuolo retrocesso nella serie C1 dell'Emilia-Romagna.
- Pro Patria San Felice non iscritta al campionato di Serie B 2022-23.

## Girone C

### Classifica
|  | Pos. | Squadra              | Pt | G  | V  | N | P  | GF  | GS | DR  |
|  | ---- | -------------------- | -- | -- | -- | - | -- | --- | -- | --- |
|  | 1.   | Pordenone            | 58 | 24 | 19 | 1 | 4  | 114 | 53 | +61 |
|  | 2.   | Maccan Prata         | 49 | 24 | 16 | 1 | 7  | 96  | 65 | +31 |
|  | 3.   | Cornedo              | 48 | 24 | 15 | 3 | 6  | 85  | 67 | +18 |
|  | 4.   | Udine City           | 46 | 24 | 14 | 4 | 6  | 76  | 60 | +16 |
|  | 5.   | Isola 5              | 42 | 24 | 13 | 3 | 8  | 71  | 72 | -1  |
|  | 6.   | Belluno              | 36 | 24 | 11 | 3 | 10 | 66  | 69 | -3  |
|  | 7.   | Palmanova            | 33 | 24 | 10 | 3 | 11 | 62  | 85 | -23 |
|  | 8.   | Gifema Luparense     | 31 | 24 | 9  | 4 | 11 | 81  | 87 | -6  |
|  | 9.   | Padova               | 26 | 24 | 8  | 2 | 14 | 76  | 83 | -7  |
|  | 10.  | Tiemme Grangiorgione | 25 | 24 | 7  | 4 | 13 | 65  | 85 | -20 |
|  | 11.  | Vicinalis            | 22 | 24 | 5  | 7 | 12 | 58  | 72 | -14 |
|  | 12.  | Giorgione            | 19 | 24 | 5  | 4 | 15 | 58  | 73 | -15 |
|  | 13.  | Sedico               | 10 | 24 | 1  | 7 | 16 | 50  | 87 | -37 |

### Verdetti[7]
- Pordenone promosso in Serie A2 2022-23.
- Sedico retrocesso nella Serie C1 del Veneto.
- Udine City non iscritto al campionato di Serie B 2022-23; Futsal Giorgione retrocesso nella serie C1 del Veneto ma successivamente ripescato.

## Girone D

### Classifica
|  | Pos. | Squadra               | Pt | G  | V  | N | P  | GF  | GS  | DR   |
|  | ---- | --------------------- | -- | -- | -- | - | -- | --- | --- | ---- |
|  | 1.   | Askl                  | 63 | 24 | 20 | 3 | 1  | 128 | 39  | +89  |
|  | 2.   | Recanati              | 54 | 24 | 17 | 3 | 4  | 119 | 47  | +72  |
|  | 3.   | Montesicuro Tre Colli | 48 | 24 | 14 | 6 | 4  | 105 | 58  | +47  |
|  | 4.   | Sangiovannese         | 45 | 24 | 13 | 6 | 5  | 122 | 83  | +39  |
|  | 5.   | Potenza Picena        | 45 | 24 | 14 | 3 | 7  | 92  | 66  | +26  |
|  | 6.   | Pontedera             | 45 | 24 | 14 | 3 | 7  | 94  | 58  | +36  |
|  | 7.   | Eta Beta              | 36 | 24 | 11 | 3 | 10 | 66  | 73  | -7   |
|  | 8.   | Lastrigiana           | 28 | 24 | 7  | 7 | 10 | 71  | 84  | -13  |
|  | 9.   | Corinaldo             | 20 | 24 | 5  | 5 | 14 | 68  | 100 | -32  |
|  | 10.  | Futsal Prato          | 19 | 24 | 5  | 4 | 15 | 66  | 104 | -38  |
|  | 11.  | Arpi Nova             | 19 | 24 | 5  | 4 | 15 | 62  | 101 | -39  |
|  | 12.  | Cagli                 | 15 | 24 | 4  | 3 | 17 | 56  | 103 | -47  |
|  | 13.  | Firenze               | 6  | 24 | 2  | 0 | 22 | 36  | 169 | -133 |

### Verdetti[7]
- Askl non iscritto al campionato di Serie A2 2022-23. Lastrigiana non iscritta al campionato di Serie B 2022-23.
- Firenze e Cagli retrocessi rispettivamente nelle Serie C1 di Toscana e Marche.

## Girone E

### Classifica
|  | Pos. | Squadra          | Pt | G  | V  | N | P  | GF  | GS  | DR  |
|  | ---- | ---------------- | -- | -- | -- | - | -- | --- | --- | --- |
|  | 1.   | Sporting Hornets | 43 | 20 | 12 | 7 | 1  | 84  | 63  | +21 |
|  | 2.   | EUR Massimo      | 37 | 20 | 12 | 4 | 4  | 109 | 74  | +35 |
|  | 3.   | United Pomezia   | 35 | 20 | 10 | 5 | 5  | 120 | 82  | +38 |
|  | 4.   | Ternana          | 33 | 20 | 9  | 6 | 5  | 72  | 60  | +12 |
|  | 5.   | Città di Anzio   | 32 | 20 | 10 | 2 | 8  | 102 | 81  | +21 |
|  | 6.   | Atlante Grosseto | 32 | 20 | 10 | 2 | 8  | 87  | 68  | +19 |
|  | 7.   | Roma 3Z          | 27 | 20 | 8  | 3 | 9  | 96  | 88  | +8  |
|  | 8.   | Real Fabrica     | 23 | 20 | 7  | 2 | 11 | 84  | 103 | -19 |
|  | 9.   | Aprilia          | 23 | 20 | 7  | 2 | 11 | 91  | 107 | -16 |
|  | 10.  | Real Terracina   | 18 | 20 | 5  | 3 | 12 | 75  | 119 | -44 |
|  | 11.  | Domus Chia       | 4  | 20 | 0  | 4 | 16 | 57  | 132 | -75 |

### Verdetti[7]
- Sporting Hornets promosso in Serie A2 2022-23.
- Domus Chia retrocesso nella Serie C1 della Sardegna.
- EUR Massimo ripescato in Serie A2 2022-23.

## Girone F

### Classifica
|  | Pos. | Squadra           | Pt | G  | V  | N | P  | GF  | GS  | DR  |
|  | ---- | ----------------- | -- | -- | -- | - | -- | --- | --- | --- |
|  | 1.   | A.P.              | 56 | 22 | 18 | 2 | 2  | 139 | 51  | +88 |
|  | 2.   | Junior Domitia    | 46 | 22 | 15 | 1 | 6  | 114 | 72  | +42 |
|  | 3.   | Cioli AV          | 42 | 22 | 14 | 3 | 5  | 103 | 80  | +23 |
|  | 4.   | Alma Salerno      | 41 | 22 | 14 | 2 | 6  | 105 | 75  | +30 |
|  | 5.   | Forte Colleferro  | 36 | 22 | 11 | 3 | 8  | 66  | 71  | -5  |
|  | 6.   | A.M.B. Frosinone  | 34 | 22 | 10 | 4 | 8  | 86  | 87  | -1  |
|  | 7.   | Real Ciampino     | 33 | 22 | 10 | 3 | 9  | 70  | 70  | 0   |
|  | 8.   | Velletri          | 29 | 22 | 9  | 2 | 11 | 82  | 92  | -10 |
|  | 9.   | Leoni Acerra      | 21 | 22 | 6  | 3 | 13 | 76  | 93  | -17 |
|  | 10.  | Trilem Casavatore | 16 | 22 | 5  | 1 | 16 | 76  | 120 | -44 |
|  | 11.  | Real Dem          | 11 | 22 | 3  | 2 | 17 | 58  | 110 | -52 |
|  | 12.  | Spartak Caserta   | 11 | 22 | 3  | 2 | 17 | 41  | 95  | -54 |

### Verdetti[7]
- A.P. promosso in Serie A2 2022-23.
- Spartak Caserta e, dopo i play-out, Trilem Casavatore retrocessi nella Serie C1 della Campania.
- Real Dem retrocesso nella serie C1 dell'Abruzzo ma successivamente ripescato.

## Girone G

### Classifica
|                               | Pos. | Squadra                 | Pt | G  | V  | N | P  | GF  | GS  | DR  |
| ----------------------------- | ---- | ----------------------- | -- | -- | -- | - | -- | --- | --- | --- |
| Vincitrice della Coppa Italia | 1.   | Itria                   | 64 | 24 | 21 | 1 | 2  | 143 | 55  | +88 |
|                               | 2.   | Canosa                  | 57 | 24 | 18 | 3 | 3  | 123 | 72  | +51 |
|                               | 3.   | Torremaggiore           | 49 | 24 | 16 | 1 | 7  | 120 | 72  | +48 |
|                               | 4.   | Diaz Bisceglie          | 46 | 24 | 14 | 4 | 6  | 68  | 59  | +9  |
|                               | 5.   | Dream T. Palo del Colle | 44 | 24 | 13 | 5 | 6  | 83  | 64  | +19 |
|                               | 6.   | Bitonto                 | 32 | 24 | 9  | 5 | 10 | 75  | 79  | -4  |
|                               | 7.   | Sammichele              | 31 | 24 | 9  | 4 | 11 | 91  | 80  | +11 |
|                               | 8.   | Sporting Venafro        | 31 | 24 | 9  | 4 | 11 | 81  | 88  | -7  |
|                               | 9.   | Castellana              | 28 | 24 | 8  | 4 | 12 | 76  | 91  | -15 |
|                               | 10.  | Senise                  | 24 | 24 | 7  | 3 | 14 | 114 | 155 | -41 |
|                               | 11.  | Potenza                 | 23 | 24 | 6  | 5 | 13 | 91  | 109 | -18 |
|                               | 12.  | Mirto                   | 11 | 24 | 3  | 2 | 19 | 58  | 118 | -60 |
|                               | 13.  | Chaminade               | 6  | 24 | 1  | 3 | 20 | 59  | 140 | -81 |

### Verdetti[7]
- Itria e, dopo i play-off, Canosa, promossi in Serie A2 2022-23.
- Chaminade retrocesso nella Serie C1 del Molise.
- Torremaggiore escluso dal campionato di Serie B 2022-23. Mirto retrocesso nella Serie C1 della Calabria ma successivamente ripescato.

## Girone H

### Classifica
|  | Pos. | Squadra            | Pt | G  | V  | N | P  | GF  | GS  | DR   |
|  | ---- | ------------------ | -- | -- | -- | - | -- | --- | --- | ---- |
|  | 1.   | Atletico Canicattì | 52 | 22 | 17 | 1 | 4  | 98  | 46  | +52  |
|  | 2.   | Città di Palermo   | 50 | 22 | 16 | 2 | 4  | 93  | 43  | +50  |
|  | 3.   | Lamezia            | 46 | 22 | 13 | 7 | 2  | 78  | 45  | +33  |
|  | 4.   | PGS Luce           | 38 | 22 | 12 | 2 | 8  | 76  | 73  | +3   |
|  | 5.   | Casali del Manco   | 37 | 22 | 11 | 4 | 7  | 87  | 66  | +21  |
|  | 6.   | Mascalucia         | 35 | 22 | 11 | 2 | 9  | 76  | 71  | +5   |
|  | 7.   | Monreale           | 28 | 22 | 8  | 4 | 10 | 108 | 96  | +12  |
|  | 8.   | Soccer Montalto    | 28 | 22 | 9  | 1 | 12 | 82  | 81  | +1   |
|  | 9.   | Acireale           | 28 | 22 | 8  | 4 | 10 | 69  | 88  | -19  |
|  | 10.  | Meriense           | 24 | 22 | 8  | 0 | 14 | 94  | 108 | -14  |
|  | 11.  | Mortellito         | 15 | 22 | 4  | 3 | 15 | 55  | 73  | -18  |
|  | 12.  | SIAC Messina       | 0  | 22 | 0  | 0 | 22 | 19  | 145 | -126 |

### Verdetti[7]
- Atletico Canicattì promosso in Serie A2 2022-23.
- SIAC Messina e Mortellito retrocessi nella Serie C1 della Sicilia.
- Meriense non iscritta al campionato di Serie B 2022-23.

## Play-off
Per decretare l'ultima promozione in Serie A2 si procederà allo svolgimento dei play-off. Ai play-off sono qualificate tutte le squadre giunte dalla seconda alla quinta posizione di ciascun girone. I play-off sono articolati in cinque turni a eliminazione diretta; i primi due, disputati tra le società del medesimo girone, sono organizzati in incontri di sola andata in casa della società meglio classificata al termine della stagione regolare. In caso di parità al termine degli incontri dei primi due turni verranno giocati due tempi supplementari. In caso di ulteriore parità al termine dei supplementari verrà dichiarata vincitrice la squadra meglio classificata in stagione regolare. Il terzo turno prevede una gara di sola andata, con la squadra che disputerà il primo incontro in casa determinata tramite sorteggio. In caso di parità al termine della gara, si svolgeranno due tempi supplementari ed eventualmente i tiri di rigore. Le 4 società vincenti il III turno saranno qualificate alla Final Four, la cui vincitrice sarà promossa.

### Squadre qualificate
| Girone A | Girone A    | Girone B | Girone B              | Girone C | Girone C     | Girone D | Girone D              | Girone E | Girone E       | Girone F | Girone F         | Girone G | Girone G                | Girone H | Girone H         |
| 2        | Asti Orange | 2        | Pro Patria San Felice | 2        | Maccan Prata | 2        | Recanati              | 2        | EUR Massimo    | 2        | Junior Domitia   | 2        | Canosa                  | 2        | Città di Palermo |
| 3        | MGM 2000    | 3        | OR Reggio Emilia      | 3        | Cornedo      | 3        | Montesicuro Tre Colli | 3        | United Pomezia | 3        | Cioli AV         | 3        | Torremaggiore           | 3        | Lamezia          |
| 4        | Avis Isola  | 4        | Olympia Rovereto      | 4        | Udine City   | 4        | Sangiovannese         | 4        | Ternana        | 4        | Alma Salerno     | 4        | Diaz Bisceglie          | 4        | PGS Luce         |
| 5        | Cagliari    | 5        | Russi                 | 5        | Isola 5      | 5        | Potenza Picena        | 5        | Città di Anzio | 5        | Forte Colleferro | 5        | Dream T. Palo del Colle | 5        | Casali del Manco |

### Tabellone
|  | Sedicesimi di finale    | Sedicesimi di finale    | Sedicesimi di finale |  |  | Ottavi di finale | Ottavi di finale | Ottavi di finale |                |   | Quarti di finale       | Quarti di finale       | Quarti di finale |                |       | Semifinali | Semifinali | Semifinali     |                |   | Finale | Finale | Finale |  |
|  |                         |                         |                      |  |  |                  |                  |                  |                |   |                        |                        |                  |                |       |            |            |                |                |   |        |        |        |  |
|  | Canosa                  | Canosa                  | 5                    |  |  |                  |                  |                  |                |   |                        |                        |                  |                |       |            |            |                |                |   |        |        |        |  |
|  | Dream T. Palo del Colle | Dream T. Palo del Colle | 3                    |  |  | Canosa           | Canosa           | 7                |                |   |                        |                        |                  |                |       |            |            |                |                |   |        |        |        |  |
|  | Torremaggiore           | Torremaggiore           | 3                    |  |  | Diaz Bisceglie   | Diaz Bisceglie   | 2                |                |   |                        |                        |                  |                |       |            |            |                |                |   |        |        |        |  |
|  | Diaz Bisceglie          | Diaz Bisceglie          | 5                    |  |  |                  |                  |                  |                |   | Canosa (dts)           | Canosa (dts)           | 3                |                |       |            |            |                |                |   |        |        |        |  |
|  | Città di Palermo        | Città di Palermo        | 10                   |  |  |                  |                  | Lamezia          | Lamezia        | 2 |                        |                        |                  |                |       |            |            |                |                |   |        |        |        |  |
|  | Casali del Manco        | Casali del Manco        | 2                    |  |  | Città di Palermo | Città di Palermo | 1                |                |   |                        |                        |                  |                |       |            |            |                |                |   |        |        |        |  |
|  | Lamezia                 | Lamezia                 | 8                    |  |  | Lamezia          | Lamezia          | 2                |                |   |                        |                        |                  |                |       |            |            |                |                |   |        |        |        |  |
|  | PGS Luce                | PGS Luce                | 1                    |  |  |                  |                  |                  |                |   | Canosa (dtr)           | Canosa (dtr)           | 6 (4)            |                |       |            |            |                |                |   |        |        |        |  |
|  | Maccan Prata            | Maccan Prata            | 1                    |  |  |                  |                  |                  |                |   |                        |                        | Isola 5          | Isola 5        | 6 (2) |            |            |                |                |   |        |        |        |  |
|  | Isola 5 (dts)           | Isola 5 (dts)           | 3                    |  |  | Isola 5          | Isola 5          | 7                |                |   |                        |                        |                  |                |       |            |            |                |                |   |        |        |        |  |
|  | Cornedo                 | Cornedo                 | 5                    |  |  | Cornedo          | Cornedo          | 4                |                |   |                        |                        |                  |                |       |            |            |                |                |   |        |        |        |  |
|  | Udine City              | Udine City              | 3                    |  |  |                  |                  |                  |                |   | Isola 5                | Isola 5                | 7                |                |       |            |            |                |                |   |        |        |        |  |
|  | Recanati                | Recanati                | 6                    |  |  |                  |                  | Potenza Picena   | Potenza Picena | 1 |                        |                        |                  |                |       |            |            |                |                |   |        |        |        |  |
|  | Potenza Picena          | Potenza Picena          | 7                    |  |  | Potenza Picena   | Potenza Picena   | 6                |                |   |                        |                        |                  |                |       |            |            |                |                |   |        |        |        |  |
|  | Montesicuro Tre Colli   | Montesicuro Tre Colli   | 0                    |  |  | Sangiovannese    | Sangiovannese    | 5                |                |   |                        |                        |                  |                |       |            |            |                |                |   |        |        |        |  |
|  | Sangiovannese           | Sangiovannese           | 3                    |  |  |                  |                  |                  |                |   | Canosa                 | Canosa                 | 5                |                |       |            |            |                |                |   |        |        |        |  |
|  | Pro Patria San Felice   | Pro Patria San Felice   | 4                    |  |  |                  |                  |                  |                |   |                        |                        |                  |                |       |            |            | United Pomezia | United Pomezia | 2 |        |        |        |  |
|  | Russi                   | Russi                   | 6                    |  |  | Russi            | Russi            | 3                |                |   |                        |                        |                  |                |       |            |            |                |                |   |        |        |        |  |
|  | OR Reggio Emilia        | OR Reggio Emilia        | 5                    |  |  | OR Reggio Emilia | OR Reggio Emilia | 5                |                |   |                        |                        |                  |                |       |            |            |                |                |   |        |        |        |  |
|  | Olympia Rovereto        | Olympia Rovereto        | 0                    |  |  |                  |                  |                  |                |   | OR Reggio Emilia (dts) | OR Reggio Emilia (dts) | 6                |                |       |            |            |                |                |   |        |        |        |  |
|  | Asti Orange             | Asti Orange             | 9                    |  |  |                  |                  | Avis Isola       | Avis Isola     | 3 |                        |                        |                  |                |       |            |            |                |                |   |        |        |        |  |
|  | Cagliari                | Cagliari                | 0                    |  |  | Asti Orange      | Asti Orange      | 1                |                |   |                        |                        |                  |                |       |            |            |                |                |   |        |        |        |  |
|  | MGM 2000                | MGM 2000                | 4                    |  |  | Avis Isola       | Avis Isola       | 4                |                |   |                        |                        |                  |                |       |            |            |                |                |   |        |        |        |  |
|  | Avis Isola              | Avis Isola              | 5                    |  |  |                  |                  |                  |                |   | OR Reggio Emilia       | OR Reggio Emilia       | 2                |                |       |            |            |                |                |   |        |        |        |  |
|  | Junior Domitia          | Junior Domitia          | 7                    |  |  |                  |                  |                  |                |   |                        |                        | United Pomezia   | United Pomezia | 5     |            |            |                |                |   |        |        |        |  |
|  | Forte Colleferro        | Forte Colleferro        | 5                    |  |  | Junior Domitia   | Junior Domitia   | 3                |                |   |                        |                        |                  |                |       |            |            |                |                |   |        |        |        |  |
|  | Cioli AV                | Cioli AV                | 0                    |  |  | Alma Salerno     | Alma Salerno     | 2                |                |   |                        |                        |                  |                |       |            |            |                |                |   |        |        |        |  |
|  | Alma Salerno            | Alma Salerno            | 7                    |  |  |                  |                  |                  |                |   | Junior Domitia         | Junior Domitia         | 3                |                |       |            |            |                |                |   |        |        |        |  |
|  | EUR Massimo             | EUR Massimo             | 6                    |  |  |                  |                  | United Pomezia   | United Pomezia | 4 |                        |                        |                  |                |       |            |            |                |                |   |        |        |        |  |
|  | Città di Anzio          | Città di Anzio          | 5                    |  |  | EUR Massimo      | EUR Massimo      | 4                |                |   |                        |                        |                  |                |       |            |            |                |                |   |        |        |        |  |
|  | United Pomezia          | United Pomezia          | 2                    |  |  | United Pomezia   | United Pomezia   | 6                |                |   |                        |                        |                  |                |       |            |            |                |                |   |        |        |        |  |
|  | Ternana                 | Ternana                 | 1                    |  |  |                  |                  |                  |                |   |                        |                        |                  |                |       |            |            |                |                |   |        |        |        |  |

### Primo turno
Gli incontri del I turno si disputeranno il 14 maggio (eccezion fatta per le partite dei girone E ed F, che si svolgeranno il 18 maggio) in casa della squadra meglio classificata al termine della stagione regolare. In caso di parità al termine delle gare si svolgeranno due tempi supplementari di 5 minuti. In caso di ulteriore parità verrà decretata vincente la squadra meglio classificata al termine della stagione regolare (coincidente con la squadra di casa).
| Squadra 1             | Risultato   | Squadra 2               |
| --------------------- | ----------- | ----------------------- |
| Asti Orange           | 9 - 0       | Cagliari                |
| MGM 2000              | 4 - 5       | Avis Isola              |
| Pro Patria San Felice | 4 - 6       | Russi                   |
| OR Reggio Emilia      | 5 - 0       | Olympia Rovereto        |
| Maccan Prata          | 1 - 3 (dts) | Isola 5                 |
| Cornedo               | 5 - 3       | Udine City              |
| Recanati              | 6 - 7       | Potenza Picena          |
| Montesicuro Tre Colli | 0 - 3       | Sangiovannese           |
| EUR Massimo           | 6 - 5       | Città di Anzio          |
| United Pomezia        | 2 - 1       | Ternana                 |
| Junior Domitia        | 7 - 5       | Forte Colleferro        |
| Cioli AV              | 0 - 7       | Alma Salerno            |
| Canosa                | 5 - 3       | Dream T. Palo del Colle |
| Torremaggiore         | 3 - 5       | Diaz Bisceglie          |
| Città di Palermo      | 10 - 2      | Casali del Manco        |
| Lamezia               | 8 - 1       | PGS Luce                |

### Secondo turno
Gli incontri del II turno si disputeranno il 21 maggio in casa della squadra meglio classificata al termine della stagione regolare. In caso di parità al termine delle gare si svolgeranno due tempi supplementari di 5 minuti. In caso di ulteriore parità verrà decretata vincente la squadra meglio classificata al termine della stagione regolare (coincidente con la squadra di casa).
| Squadra 1        | Risultato | Squadra 2      |
| ---------------- | --------- | -------------- |
| Asti Orange      | 1 - 4     | Avis Isola     |
| OR Reggio Emilia | 5 - 3     | Russi          |
| Cornedo          | 4 - 7     | Isola 5        |
| Sangiovannese    | 5 - 6     | Potenza Picena |
| EUR Massimo      | 4 - 6     | United Pomezia |
| Junior Domitia   | 3 - 2     | Alma Salerno   |
| Canosa           | 7 - 2     | Diaz Bisceglie |
| Città di Palermo | 1 - 2     | Lamezia        |

### Terzo turno
Gli incontri del III turno si disputeranno il 28 maggio (a eccezione di OR Reggio Emilia-Avis Isola che si disputerà il 29 maggio) in casa di una squadra determinata per sorteggio. In caso di parità al termine delle gare si svolgeranno due tempi supplementari di 5 minuti. In caso di ulteriore parità si procederà all'effettuazione dei tiri di rigore.
| Squadra 1        | Risultato   | Squadra 2      |
| ---------------- | ----------- | -------------- |
| OR Reggio Emilia | 6 - 3 (dts) | Avis Isola     |
| Isola 5          | 7 - 1       | Potenza Picena |
| Junior Domitia   | 3 - 4       | United Pomezia |
| Canosa           | 3 - 2 (dts) | Lamezia        |

### Fase finale
Le società vincenti il III turno disputeranno una Final Four, la cui vincente otterrà il diritto di iscrizione alla Serie A2 2022-23. Le società verranno sorteggiate in due semifinali da giocarsi il 4 giugno e le vincenti disputeranno la finale il giorno successivo. In tutti gli incontri, in caso di parità al termine dei tempi regolamentari verranno svolti due tempi supplementari da 5' ciascuno e, in caso persistesse la situazione di parità, verranno seguiti dai tiri di rigore.

#### Semifinali
| Arbitri: | Alessandro Ghetti (Bologna) Adriano Sodano (Bologna) |
| Crono:   | Matteo Mazzoni (Ferrara)                             |

|                                                                                 |                      |                                                                              |
| Isaias 8'53'’ (rig.), 23'45'’, 45'18'’, 47'30'’ Termine 12'51'’ D'Elisa 27'44'’ | Marcatori            | 7'44'’, 39'53'’ Casara 17'22'’ Lelè 17'43'’, 44'50'’ Siviero 49'00'’ Signori |
| Iodice Marcelinho Redivo D'Elisa                                                | Tiri di rigore 4 – 2 | Signori Paulinho Siviero Lelè                                                |

| Arbitri: | Pierluigi Minardi (Cosenza) Silvio Paoloni (Ascoli Piceno) |
| Crono:   | Francesco Salmoiraghi (Bologna)                            |

|                                  |           |                                                          |
| Ferrari 23'37'’ Ruggiero 28'26'’ | Marcatori | 0'27'’, 2'09'’, 12'12'’ De Simoni 29'24'’, 32'29'’ Zullo |

#### Finale
| Arbitri: | Mattia Landi (Prato) Riccardo Turini (Pontedera) |
| Crono:   | Stefania Candria (Teramo)                        |

|                                                                                 |           |                               |
| Redivo 19'48'’ Marcelinho 20'56'’ Lupoli 26'16'’ Isaias 30'17'’ D'Elisa 32'18'’ | Marcatori | 8'59'’ Zullo 25'33'’ De Cicco |

## Play-out

### Formula
Per decretare le ulteriori 2 squadre a retrocedere nei campionati regionali si provvederà a disputare i play-out tra le società giunte al terzultimo posto di ciascun girone.

Entrambi i turni si svolgono con gare uniche in casa di una squadra che sarà definita per sorteggio. Al termine dell'incontro sarà dichiarata vincente la squadra che avrà realizzato il maggior numero di reti; in caso di parità gli arbitri della gara faranno disputare due tempi supplementari di 5'; in caso di ulteriore parità si procederà all'effettuazione dei tiri di rigore.
Le società vincenti il primo turno saranno salve, mentre le perdenti passeranno al secondo turno, le quali perdenti verranno retrocesse nei campionati regionali.

### Tabellone gironi A-B-C-D
|  | Semifinali | Semifinali                  | Semifinali |           |          | Finale   | Finale | Finale |  |
|  |            |                             |            |           |          |          |        |        |  |
|  | A          | Mediterranea Cagliari (dtr) | 5 (5)      |           |          |          |        |        |  |
|  | A          | Mediterranea Cagliari (dtr) | 5 (5)      |           |          |          |        |        |  |
|  | B          | Sassuolo                    | 5 (4)      |           |          |          |        |        |  |
|  | B          | Sassuolo                    | 5 (4)      |           | Sassuolo | Sassuolo | 3      |        |  |
|  |            |                             |            |           | Sassuolo | Sassuolo | 3      |        |  |
|  |            |                             | Arpi Nova  | Arpi Nova | 5        |          |        |        |  |
|  | C          | Vicinalis                   | Arpi Nova  | Arpi Nova | 5        | 5        |        |        |  |
|  | C          | Vicinalis                   |            |           |          |          |        |        |  |
|  | D          | Arpi Nova                   | 0          |           |          |          |        |        |  |

### Tabellone gironi E-F-G-H
|  | Semifinali | Semifinali        | Semifinali |          |                   | Finale            | Finale | Finale |  |
|  |            |                   |            |          |                   |                   |        |        |  |
|  | E          | Real Terracina    | 6          |          |                   |                   |        |        |  |
|  | E          | Real Terracina    | 6          |          |                   |                   |        |        |  |
|  | F          | Trilem Casavatore | 2          |          |                   |                   |        |        |  |
|  | F          | Trilem Casavatore | 2          |          | Trilem Casavatore | Trilem Casavatore | 3      |        |  |
|  |            |                   |            |          | Trilem Casavatore | Trilem Casavatore | 3      |        |  |
|  |            |                   | Meriense   | Meriense | 8                 |                   |        |        |  |
|  | G          | Potenza           | Meriense   | Meriense | 8                 | 7                 |        |        |  |
|  | G          | Potenza           |            |          |                   |                   |        |        |  |
|  | H          | Meriense          | 0          |          |                   |                   |        |        |  |

### I turno
Le gare del I turno si giocheranno il 21 maggio in gara unica in casa di una società determinata dal sorteggio. Al termine dell'incontro sarà dichiarata vincente la squadra che avrà realizzato il maggior numero di reti; in caso di parità gli arbitri della gara faranno disputare due tempi supplementari di 5'; qualora la parità persistesse si procederà all'effettuazione dei tiri di rigore. Le società vincenti manterranno il diritto di iscrizione in Serie B 2022-23, mentre le altre avanzeranno al secondo turno.
| Squadra 1      | Risultato         | Squadra 2             |
| -------------- | ----------------- | --------------------- |
| Sassuolo       | 5 - 5 (4 - 5 dcr) | Mediterranea Cagliari |
| Arpi Nova      | 0 - 5             | Vicinalis             |
| Real Terracina | 6 - 2             | Trilem Casavatore     |
| Potenza        | 7 - 0             | Meriense              |

### II turno
Le gare del II turno si giocheranno il 28 maggio in gara unica in casa di una società determinata dal sorteggio. Al termine dell'incontro sarà dichiarata vincente la squadra che avrà realizzato il maggior numero di reti; in caso di parità gli arbitri della gara faranno disputare due tempi supplementari di 5'; qualora la parità persistesse si procederà all'effettuazione dei tiri di rigore. Le società vincenti manterranno il diritto di iscrizione in Serie B 2022-23, mentre le altre retrocederanno nei campionati regionali.
| Squadra 1 | Risultato | Squadra 2         |
| --------- | --------- | ----------------- |
| Sassuolo  | 3 - 5     | Arpi Nova         |
| Meriense  | 8 - 3     | Trilem Casavatore |